# The Open University
The Open University (Open University, Open Universiteit, afgekort OU) is een universiteit voor afstandsonderwijs in het Verenigd Koninkrijk. De meerderheid van de studenten studeert in het Verenigd Koninkrijk zelf, maar er volgen ook zo'n 25.000 studenten van daarbuiten bij de universiteit. The Open University is vergelijkbaar met de Nederlandse Open Universiteit. Het administratieve en wetenschappelijke hoofdkwartier van de OU is gevestigd in Milton Keynes. Binnen het Verenigd Koninkrijk kent de universiteit daarnaast 13 regionale centra, daarnaast heeft zij kantoren in een aantal andere landen.
The Open University onderscheidt zich van andere Britse universiteiten door geen ingangseisen te kennen voor de meeste vakken. Vanwege het karakter van afstandsonderwijs volgen veel studenten een deeltijdopleiding. Naast Bachelor-, Master- en Doctorgraden kent de universiteit diverse andere diploma's en certificaten toe. De universiteit is opgericht in 1969, en de eerste studenten volgden in januari 1971. Sindsdien is de universiteit uitgegroeid tot de grootste in het Verenigd Koninkrijk, gemeten naar studentaantallen; ruim 7% van alle studenten in het Verenigd Koninkrijk volgt een opleiding bij The Open University.